# Giovanni Battista Piccioli
Giovanni Battista Piccioli (Erbusco, 10 luglio 1957) è un vescovo cattolico italiano naturalizzato ecuadoriano, dal 17 marzo 2022 vescovo emerito di Daule.

## Biografia
Giovanni Battista Piccioli è nato il 10 luglio 1957 a Erbusco nella diocesi di Brescia.

### Formazione e ministero sacerdotale
Dopo gli studi di filosofia e teologia nel seminario vescovile di Brescia, il 12 giugno 1982 ha ricevuto l'ordinazione presbiterale nella cattedrale di Brescia ed è stato incardinato nella diocesi di Brescia.
Dopo alcune esperienze come vicario parrocchiale, nel 1995 è stato inviato come sacerdote fidei donum in Ecuador dove è stato parroco a Santa Ana, nella provincia di Manabí, e a Portoviejo; nel 2001 è rientrato in Italia.
Nei quattro anni di permanenza in Italia, è stato parroco a Bedizzole e nel contempo ha conseguito la licenza in teologia fondamentale a Bologna presso la facoltà teologica dell'Emilia-Romagna.
Ritornato nuovamente in Ecuador, è stato parroco prima a Santa Ana e poi a San Vicente, anch'essa nella provincia di Manabí, e professore di teologia nel seminario maggiore di Portoviejo (2006-2013).

### Ministero episcopale
Il 26 ottobre 2013 papa Francesco lo ha nominato vescovo titolare di Patara e vescovo ausiliare di Guayaquil. Ha ricevuto l'ordinazione episcopale l'8 febbraio 2014 nella cattedrale di San Pietro a Guayaquil da Antonio Arregui Yarza, arcivescovo metropolita di Guayaquil, co-consacranti Lorenzo Voltolini Esti, arcivescovo metropolita di Portoviejo, e Giacomo Guido Ottonello, nunzio apostolico in Ecuador.
Nel 2016 ha ottenuto la cittadinanza ecuadoriana.
Dal 2020 è presidente della Commissione liturgica della Conferenza episcopale ecuadoriana.
Il 2 febbraio 2022 lo stesso papa Francesco ha eretto la diocesi di Daule con territori scorporati dall'arcidiocesi di Guayaquil e contestualmente ha nominato lui come primo vescovo. Il 17 marzo seguente ha rinunciato all'incarico.

## Genealogia episcopale
La genealogia episcopale è:
- Cardinale Scipione Rebiba
- Cardinale Giulio Antonio Santori
- Cardinale Girolamo Bernerio, O.P.
- Arcivescovo Galeazzo Sanvitale
- Cardinale Ludovico Ludovisi
- Cardinale Luigi Caetani
- Cardinale Ulderico Carpegna
- Cardinale Paluzzo Paluzzi Altieri degli Albertoni
- Papa Benedetto XIII
- Papa Benedetto XIV
- Papa Clemente XIII
- Cardinale Marcantonio Colonna
- Cardinale Giacinto Sigismondo Gerdil, B.
- Cardinale Giulio Maria della Somaglia
- Cardinale Carlo Odescalchi, S.I.
- Cardinale Costantino Patrizi Naro
- Cardinale Lucido Maria Parocchi
- Papa Pio X
- Papa Benedetto XV
- Papa Pio XII
- Cardinale Carlo Confalonieri
- Cardinale Pablo Muñoz Vega, S.I.
- Cardinale Antonio José González Zumárraga
- Arcivescovo Antonio Arregui Yarza
- Vescovo Giovanni Battista Piccioli